# Douglas Cardinal
Pour les articles homonymes, voir Cardinal.
Douglas Cardinal (né le 7 mars 1934 à Calgary) est un architecte canadien basé à Ottawa.
Son style architectural est inspiré notamment de ses racines autochtones avec lesquelles il combine l'expressionnisme de l’architecture européenne et le style international. Les formes de ses bâtiments sont très souvent organiques. Il réalise plusieurs édifices et lieux dont l'unicité de l'architecture a fait leur renommée, notamment le Musée canadien de l'histoire construit en 1989 à Gatineau, le village d'Oujé-Bougoumou en 1992 et le Musée national des Indiens d'Amérique construit en 1998 à Washington.

## Biographie
Douglas Cardinal est le fils d'un garde forestier et garde-chasse de descendance siksika (pied-noire) et d'une infirmière, fille d’un immigrant allemand et membre d'un grand clan métis. Il est l’aîné de huit enfants. Il grandit dans la communauté générale et fréquente un pensionnat indien près de Red Deer, en Alberta, où il étudie la littérature et les beaux-arts (dessin et musique).
En 1952, il amorce des études en architecture à l'Université de la Colombie-Britannique où il étudie pendant trois ans. Il continue son parcours académique à l'École d'architecture de l'Université du Texas à Austin, endroit où il développe son intérêt pour l'architecture ondulante qui le caractérise. Il y obtient son diplôme en 1963.
En 1964, Cardinal fonde son bureau d'architectes privé. La même année, il est sollicité pour concevoir les plans de l'église St. Mary's de Red Deer, qu'il complète en 1968. 

## Projets
La liste ci-dessous recense quelques projets réalisés par Douglas Cardinal : 
- Église St. Mary's (1968), Red DeerCentre de l'espace et des sciences d'Edmonton.

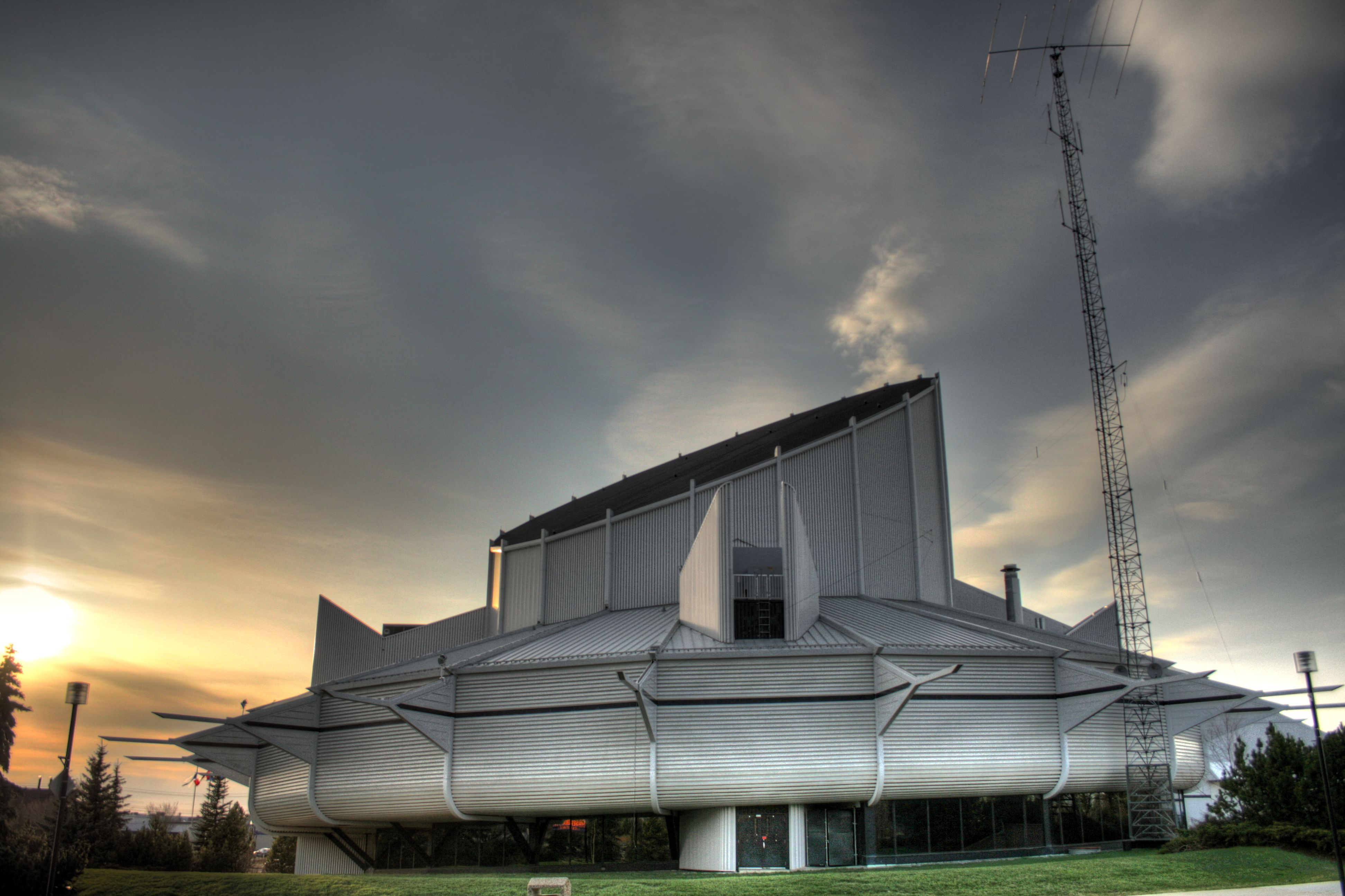
Centre de l'espace et des sciences d'Edmonton.

- École secondaire Diamond Jenness (1972), Hay River
- École primaire Fairview (1975), Red Deer
- Édifice de Services gouvernementaux Alberta (1976), Ponoka
- Collège régional de Grande Prairie (1976), Grande Prairie
- École primaire Precam (1976), La Ronge

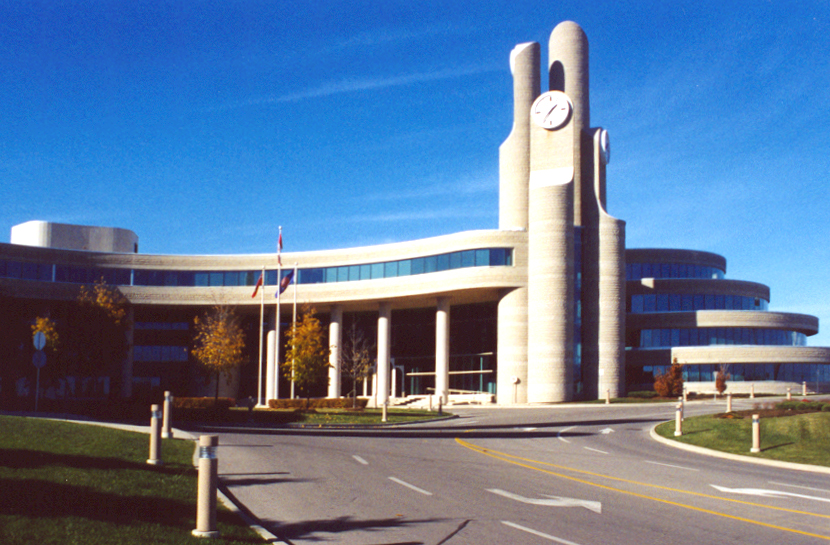
Centre administratif de la région d'York.

- Centre administratif de la région d'York.Place et hôtel de ville de Saint-Albert (1976), Saint-Albert
- Résidence Grotski (1978), Edmonton
- Hôtel de ville de Spruce Grove (1981), Spruce Grove
- École secondaire Spruce Grove Composite (1982), Spruce Grove
- Résidence Cardinal (1982), Stony Plain
- Centre de l'espace et des sciences d'Edmonton (1984), Edmonton (rénové et renommé depuis le Telus World of Science Edmonton)
- Colonie d'artistes Leighton du Centre Banff (1985), Banff
- Sioux Valley (1986), Sioux Valley

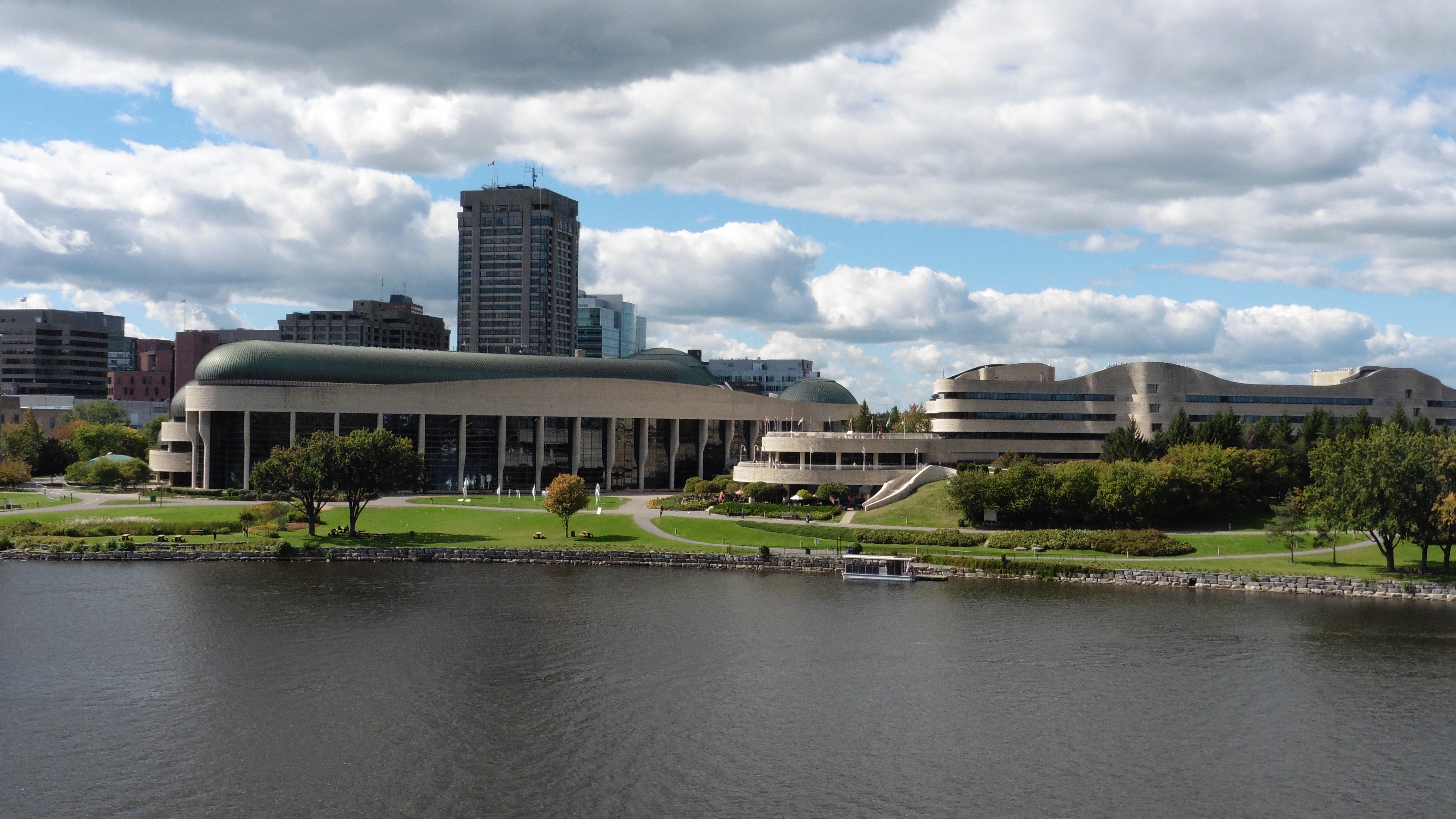
Musée canadien de l'histoire à Gatineau.

- Musée canadien de l'histoire à Gatineau.Musée canadien de l'histoire (1989), in Gatineau
- Salle du royaume des Témoins de Jéhovah (1991), Gatineau
- Centre administratif de la Région de York (1992), in Newmarket
- École Kainai (1996), Sioux Valley
- Musée national des Indiens d'Amérique (1993–1998), Washington
- Circle of Life Thunderbird Place (2001), Winnipeg
- Université des Premières Nations (2003), Regina
- Centre de santé Me-No-Ya Win Health (2010), Sioux Lookout
- Centre de santé autochtone Wabano (2013), Ottawa

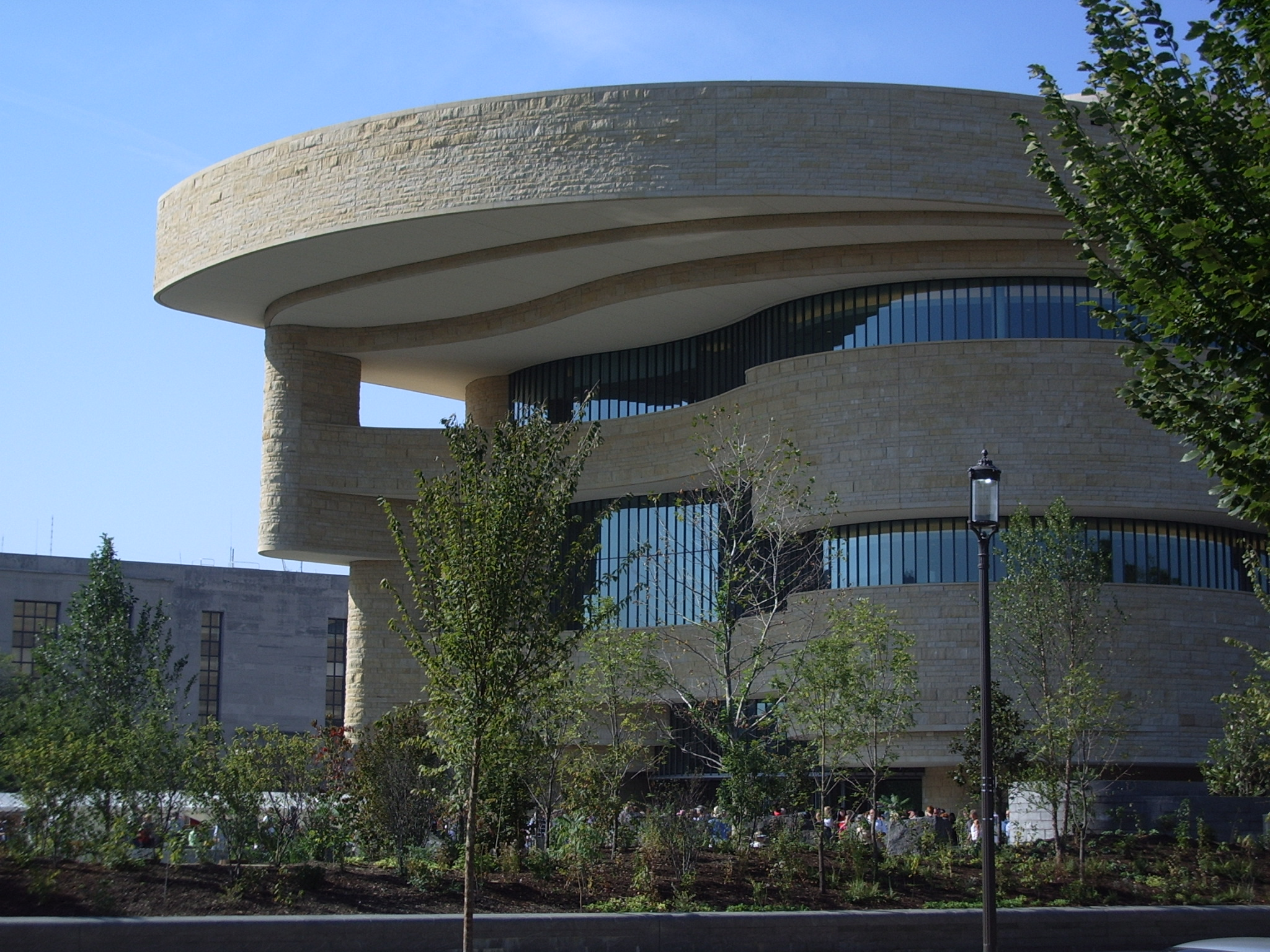
Musée national des Indiens d'Amérique de Washington.

- Musée national des Indiens d'Amérique de Washington.Centre Gordon Oakes Red Bear (2016), Saskatoon
- Adelante Healthcare Goodyear Project (2018), Mesa

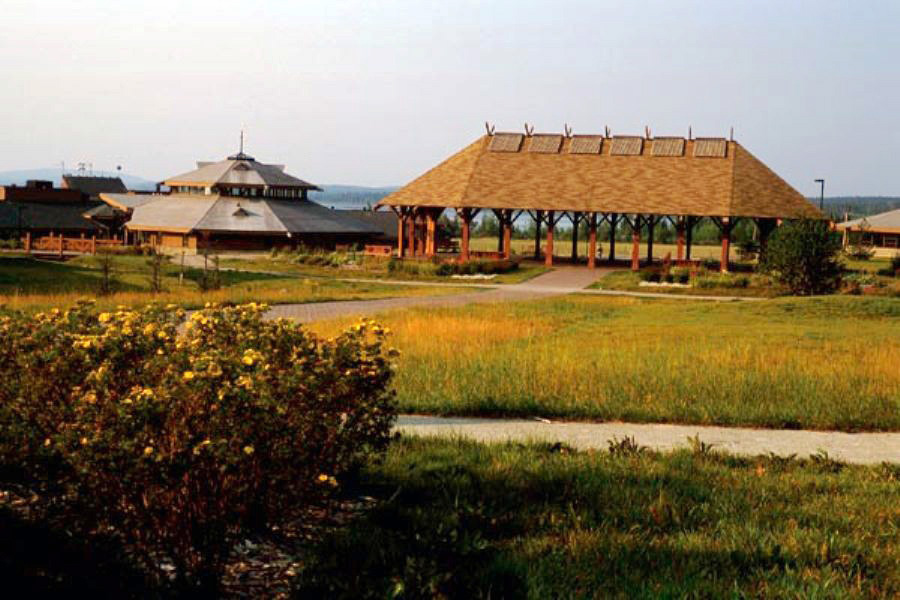
Bâtiments d'Oujé-Bougoumou.

- Bâtiments d'Oujé-Bougoumou.Village d'Oujé-Bougoumou, Oujé-Bougoumou